# 阿加季夫卡
49°59′10″N 28°36′18″E / 49.98611°N 28.60500°E
阿加季夫卡（烏克蘭語：Агатівка），是烏克蘭的村落，位於該國北部日托米爾州，由別爾季切夫區負責管轄，始建於1850年，面積0.43平方公里，海拔高度250米，2001年人口157。